# Aktedrilus parvulus
Aktedrilus parvulus är en ringmaskart som beskrevs av Erséus 1987. Aktedrilus parvulus ingår i släktet Aktedrilus och familjen glattmaskar. Inga underarter finns listade i Catalogue of Life.